# Maale Rehavam
Maale Rehavam (en hebreo: מעלה רחבעם) es un puesto avanzado y un asentamiento israelí, ubicado en la Cisjordania ocupada, cerca de Belén, y al noroeste de Hebrón, en las montañas de Judea, en el bloque de asentamientos de Gush Etzion. Su comunidad madre, el asentamiento de Nokdim, es administrado por el Consejo Regional de Gush Etzion, que incluye a Maale Rehavam como una comunidad separada en su sitio web oficial.
La comunidad internacional considera ilegales bajo la ley internacional, los asentamientos israelíes en la Cisjordania ocupada, pero el gobierno israelí ignora este hecho. De todas formas los puestos avanzados son ilegales incluso según la propia ley israelí. Maale Rehavam estaba entre los puestos de avanzada que el gobierno israelí se comprometió a evacuar, bajo la hoja de ruta para la paz, en el año 2003. Según las FDI, las órdenes de demolición habían sido enviadas para demoler las casas, pero la construcción ha continuado.

## Historia
Maale Rehavam fue fundado en 2001 con ayuda de la organización de colonos Amana, tras el asesinato del ministro Rehavam Zeevi. El ministro era un ferviente partidario de la construcción de nuevos asentamientos, en los territorios palestinos ocupados por Israel. Maale Revaham fue construido en un terreno que había sido declarado como tierras estatales, y que pertenecía al cercano asentamiento de Nokdim. La zona de asentamiento fue posteriormente dividida en diversas parcelas con ese propósito. Maale Rehavam está situado en una zona designada como reserva natural. El 16 de mayo de 2006, el diario Maariv publicó un artículo en el cual se afirmaba que Maale Rehavam fue construido sobre un terreno que presuntamente era propiedad privada de un ciudadano palestino. Los habitantes presentaron una demanda contra el diario por difamación, y un tribunal de Jerusalén sentenció el 25 de junio que Maariv tenía que publicar una corrección y compensar a cada uno de los habitantes del asentamiento con la cantidad de 1000 NIS.
De igual modo que el asentamiento de Nokdim, la pequeña comunidad mixta está formado por unas 30 familias (en febrero de 2013) observantes religiosas y no religiosas que conviven juntas. En general, las grandes poblaciones israelíes suelen tener poblaciones bastante heterogéneas, mientras que las comunidades más pequeñas son más homogéneas. La comunidad está basada el modelo de las eco-aldeas, y se dedica a la recolección de aceitunas y almendras, uvas, y frutas. La mayor parte de los habitantes vive en hogares móviles, pero también existen algunas estructuras permanentes.
El 13 de febrero de 2013, entre 6 y 9 hogares móviles según las diversas fuentes, fueron destruidos en cumplimiento de una orden de la Corte Superior de Justicia, ordenando a la Administración Civil Israelí, la demolición de las casas del asentamiento. En los disturbios que tuvieron lugar después de las demoliciones, varios manifestantes fueron arrestados. En un ataque de la Política de la etiqueta de precios, el antiguo cementerio islámico de Mamilla ubicado en Jerusalén Este (Al-Quds), fue vandalizado aparentemente en venganza por las demoliciones de Maale Rehavim. En mayo de 2014, el gobierno israelí decidió evacuar diez edificios de Maale Rehavam, mientras autorizó la permanencia del resto de hogares móviles y estructuras del asentamiento.